# オスナ
オスナ（Osuna）は、スペイン・アンダルシア州セビリア県のムニシピオ（基礎自治体）。日本語ではオスーナとも表記される。

## 地勢
オスナの面積は田園地帯を多く含み、ローム質の平地となっている。シエラ・スル山脈で産地となり、オリーブ栽培が行われている。市内にはサラド川とペイナード川が流れる。
年間平均気温は17.7℃で、冬は短く春秋は温暖である。

## 歴史
オスナには3000年ほど前から人が定住しており、後にウルソ（Urso）と呼ばれるようになった。紀元前44年から43年、マルクス・アントニウスはウルソにローマ植民都市の地位と、ゲネティウァ・ユリア（Genetiva Iulia）の正式名を与えた（一部の碑文に記載されている）。不完全ではあったが、植民都市の基本法を持っていた。大プリニウスは、植民都市をゲネティウァ・ウルバノルム・ウルソ（Genetiva Urbanorum Urso、NH, III.12）と書き残している。
イスラム支配時代、町はオソナ（Oxona）と呼ばれた。1239年、カスティーリャ王フェルナンド3世によって征服された。1264年、オスナはカラトラバ騎士団に与えられ、オスナのエンコミエンダ（委託地）となった。オスナはグラナダ王国に近いために、カスティーリャ＝グラナダの軍事要衝地となった。15世紀、カラトラバの騎士たちはオスナをペドロ・テリェス・デ・ヒロンに与えた。ヒロンの子孫は、フェリペ2世によってオスナ公位を授けられた。

## 人口
| オスーナの人口推移 1900－2010                           |
|                                                         |
| 出典:INE（スペイン国立統計局）1900年 - 1991年、1996年 - |

## 史跡

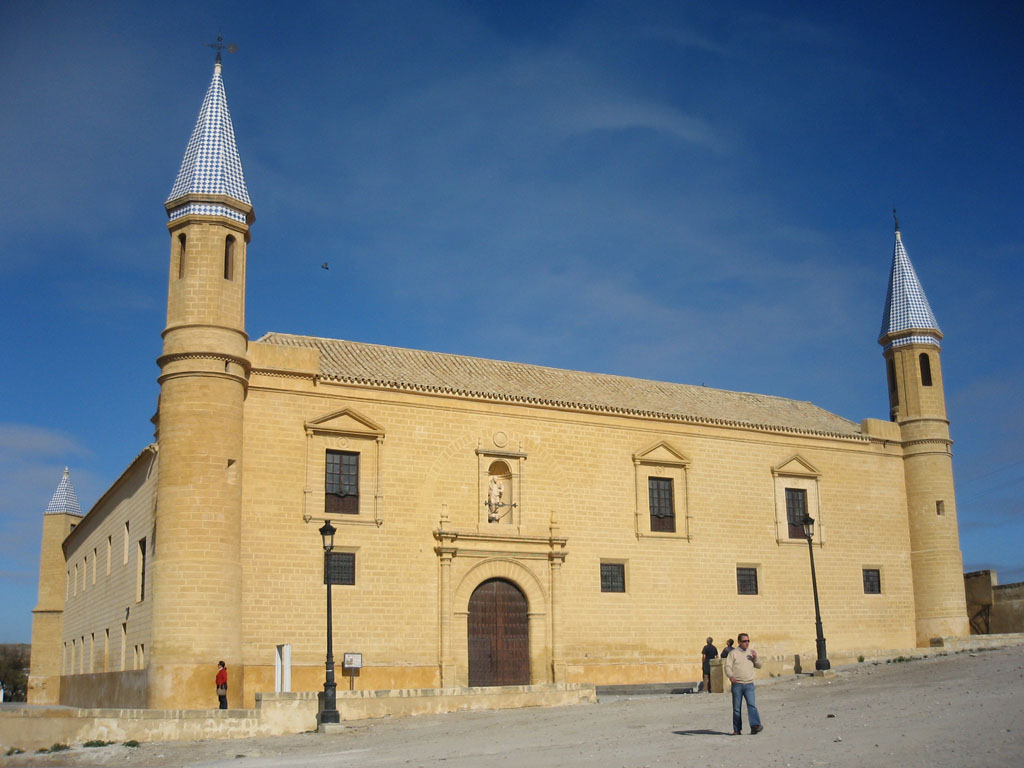
オスナ大学

- オスナ大学（スペイン語版） - オスナ領主ペドロ・デ・ヒロンの命によりできた神学校が前身。1548年創立。広範囲な育英事業が行われたが、1824年に閉鎖された。